# Tetrastemma sexlineatum
Tetrastemma sexlineatum är en djurart som tillhör fylumet slemmaskar, och som beskrevs av Ernest F. Coe 1940. Tetrastemma sexlineatum ingår i släktet Tetrastemma och familjen Tetrastemmatidae. Inga underarter finns listade i Catalogue of Life.